# Tanaostigmodes mecanga
Tanaostigmodes mecanga is een vliesvleugelig insect uit de familie Tanaostigmatidae. De wetenschappelijke naam is voor het eerst geldig gepubliceerd in 2008 door Penteado-Dias & Carvalho.